# Ivan Július Kovačevič
Ivan Július Kovačevič (24. listopadu 1909 Drégelypalánk – 17. února 1979 Zlaté Moravce) byl slovenský režisér a scenárista dokumentárních a propagandistických filmů.

## Život a dílo
Ivan Július Kovačevič byl výraznou osobností slovenské filmové publicistiky. Psal do Slovenské politiky, Robotníckých novin, Šípu a pro mnohé jiné. V roce 1935 se stal redaktorem specializovaného časopisu Kinema. Od prosince 1935 do března 1937 byl druhým tajemníkem Filmového studia v Praze. V roce 1938 začal vydávat měsíčník Kino a film. Filmu se věnoval i prakticky. Byl odborným poradcem při výrobě filmů Jánošík (1935), Milan Rastislav Štefánik (1935) a Hordubalové (1937). Sám natočil film Hoj, zem drahá o Martinovi Rázusovi.
Začal se věnovat tvorbě filmových žurnálů. Nejprve pracoval na Elite-žurnálu. Tvrdil, že pro tento žurnál záběry sám natočil, sestříhal a namluvil komentář, ale jeho tvrzení nejsou jednoznačně ověřitelná. Je pravda, že na těchto žurnálech výrazně spolupracoval, ale není jisté, že se věnoval všem činnostem. Pomáhal však při získávání příspěvků od společnosti UFA. Vyprofiloval se tak jako první slovenský filmový zpravodaj.
Podobně známým českým zpravodajem byl Jan Kučera se žurnálem Aktualita. Kovačevič se rozhodl vytvořit něco podobného. Vytvořil slovenský zvukový filmový týdeník a nazval ho Nástup. Od listopadu 1938 do března 1945 bylo vyrobeno přes 300 dílů. Ve válečném Slovenském státě si vládnoucí garnitura velmi rychle uvědomila možnosti podávání informací ve svůj prospěch. Výběr společensko-politických témat určoval Úřad propagandy, Kovačevič mohl vybírat jen apolitická témata, například z oblasti kultury, etnografie, sportu a dějin. Kovačevič neměl s natáčením velké zkušenosti a proto začal spolupracovat s českým kameramanem Bohumilem Havránkem. Začal výrazně ovlivňovat střihovou skladbu a text komentářů. Komentáře sám namluvil.
Těžištěm jeho práce byly filmy jako 14. marec 1939 (1940) a jediný celovečerní film Nástupu Od Tatier po Azovské more (1942). Film se zabývá válečným tažením na východní frontě, mapuje postup slovenské armády od hranic až po Azovské moře. V tomto filmu se naplno uplatnila propagandistická a profašistická oslavná zpravodajská tvorba Nástupu. Byl inspirován německými celovečerními filmy jako například Polní tažení v Polsku (1940) nebo Vítězství na Západě (1941). Podobají se ve střídání záběrů z bojů se sekvencemi odpočinku, a také se v nich neukazuje smrt. Film byl prostřednictvím berlínské společnosti Transfilm a italské monopolní společnosti E.N.A.I.P.E. distribuován v Německu, Itálii a jejich satelitních i spojeneckých státech.
Od roku 1948 se Kovačevič věnoval zejména knižní grafice, v této oblasti získal i řadu ocenění. Zemřel 17. února 1979.